# Asunción (provincie)
Asunción is een provincie in de regio Ancash in Peru. De provincie heeft een oppervlakte van 529 km² en telt 8.795 inwoners (2015). De hoofdplaats van de provincie is het district Chacas.

## Bestuurlijke indeling
De provincie is verdeeld in twee districten, UBIGEO tussen haakjes:
- (020402) Acochaca
- (020401) Chacas, hoofdplaats van de provincie

Aija · Antonio Raimondi · Asunción · Bolognesi · Carhuaz · Carlos Fermín · Casma · Corongo · Huaraz · Huari · Huarmey · Huaylas · Mariscal Luzuriaga · Ocros · Pallasca · Pomabamba · Recuay · Santa · Sihuas · Yungay